# Het geheimzinnige Delta-squadron
Het geheimzinnige Delta-squadron (Frans: La Mystérieuse Escadre Delta) is het negentiende album uit de Franco-Belgische strip Tanguy en Laverdure van Jean-Michel Charlier (scenario) en Jijé (tekening).
Het verhaal verscheen in voorpublicatie in het Franse stripblad Pilote. In 1979 werd het verhaal in albumvorm uitgegeven bij Dargaud. In het Nederlands verscheen het verhaal meteen in albumvorm, ook in 1979.   
Dit was het eerste deel van een drieluik dat gevolgd werd door Operatie Donder. 

## Het verhaal
Na de avonturen in Sarrakat worden Tanguy en Laverdure gedwongen om ontslag te nemen uit het leger. Officieel moet de Franse regering hun gedrag veroordelen, officieus steunen ze hen wel en mogen ze na twee jaar terugkeren naar het leger. Intussen zitten ze zonder inkomsten en bieden ze zich bij alle luchtvaartmaatschappijen aan, die hen echter niet aannemen omdat achter de schermen flink gelobbyd werd om hen niet aan te nemen. 
Uiteindelijk kunnen ze niet anders dan voor het schimmige Delta Airways gaan werken, wat zonder dat ze dit wisten, al van in het begin de bedoeling was. Ze moeten speciaal gecharterde vluchten vliegen. Hun eerste vlucht gaat zogezegd naar Kenia, maar strand uiteindelijk in het Tibestigebergte van Tsjaad waar de Franse geologe Muriel Aspern gevangen genomen is. Met hun passagiers proberen ze haar te bevrijden maar de rebellen willen haar niet voor geld uitleveren, enkel voor wapens.